# ロリス・ガヴァリーニ
ロリス・ガヴァリーニ（Loris Gavarini, 1925年 - 1983年2月19日）は、イタリアの指揮者。
パルマの生まれ。6歳ごろより、地元の教会で司祭の指導の下でオルガンを学ぶ。その後、ミラノのヴェルディ音楽院に進学してリッカルド・ピック＝マンジャガッリやジュゼッペ・バローニらの薫陶を受け、1950年にラ・スペツィアの合唱連合の指揮者として活動を始めた。1960年に合唱連合の指揮者を勇退した後は、ローマ歌劇場、サン・カルロ劇場やパルマ・レージョ劇場などに客演を重ねてオペラ指揮者としての名声を固める一方で、イタリア放送協会にも指揮者として放送や撮影に参加した。
ラ・スペツィアにて没。

## 註
| スタブアイコン | サブスタブ | この項目は、まだ閲覧者の調べものの参照としては役立たない、音楽関係者（バンド等）に関連した書きかけの項目です。この項目を加筆・訂正などしてくださる協力者を求めています（P:音楽/PJ:芸能人）。 |